# Красицкий, Игнацы
Граф Игна́цы Краси́цкий, Игнатий Блажей Франциск Красицкий (пол. Ignacy Błażej Franciszek Krasicki; 3 февраля 1735, Дубецко ныне Подкарпатского воеводства, Польша — 14 марта 1801, Берлин) — польский поэт, драматург и публицист эпохи Просвещения; деятель католической церкви в Польше, гнезненский архиепископ.

## Биография
Происходит из рода графов Священной Римской империи. Образование получил в иезуитской коллегии во Львове (1743—1750) и в католической семинарии в Варшаве (1751—1754). В 1759 году стал священником и в том же году уехал на два года для совершенствования образования в Рим. По возвращении стал секретарём примаса и сблизился с Понятовским — будущим королём Станиславом Августом. С его избранием стал королевским капелланом. С 1766 епископ Вармии и по должности также сенатор Речи Посполитой; удостоен княжеского титула. С 1795 архиепископ Гнезненский и примас Польши.
Член Академии наук в Берлине (1786). Один из основателей Общества друзей науки в Варшаве (1800).

## Награды
- Орден Чёрного орла (10 июня 1798, королевство Пруссия)[2]
- Орден Красного орла (1798, королевство Пруссия)

## Творчество
Автор множества разнообразных в жанровом и тематическом отношении произведений:
- героико-комические поэмы «Мышеида» (1775), «Монахомахия» (1778, опубликована анонимно) и «Антимонахомахия» (1779);
- первый польский роман «Приключения Миколая Досьвядчиньского…» (1776);
- нравоописательно-дидактический роман «Пан Подстолий…» (кн. 1, 1778; кн. 2, 1784; кн. 3 издана посмертно в 1803);
- несколько комедий, отчасти подражавших Мольеру;
- пользовались популярностью его басни («Bajki i przypowieści», 1779; «Bajki nowe», 1802), сатиры («Satyry», 1779; дополненное издание 1784);
- роман «История, на две книги разделенная» был популярен в России в переводе, вышедшем в 1794 году под заглавием «Странствование не умирающаго человиека по знатнейшимъ древнимъ государствамъ содержащее въ себе тонкия критическия разсуждения на древнихъ дееписателей, представленныя въ любопытномъ приятномъ виде, съ основательнымъ описаниемъ древнихъ знаменитыхъ мужей. В двух частяхъ. Переводъ съ польскаго»[1].

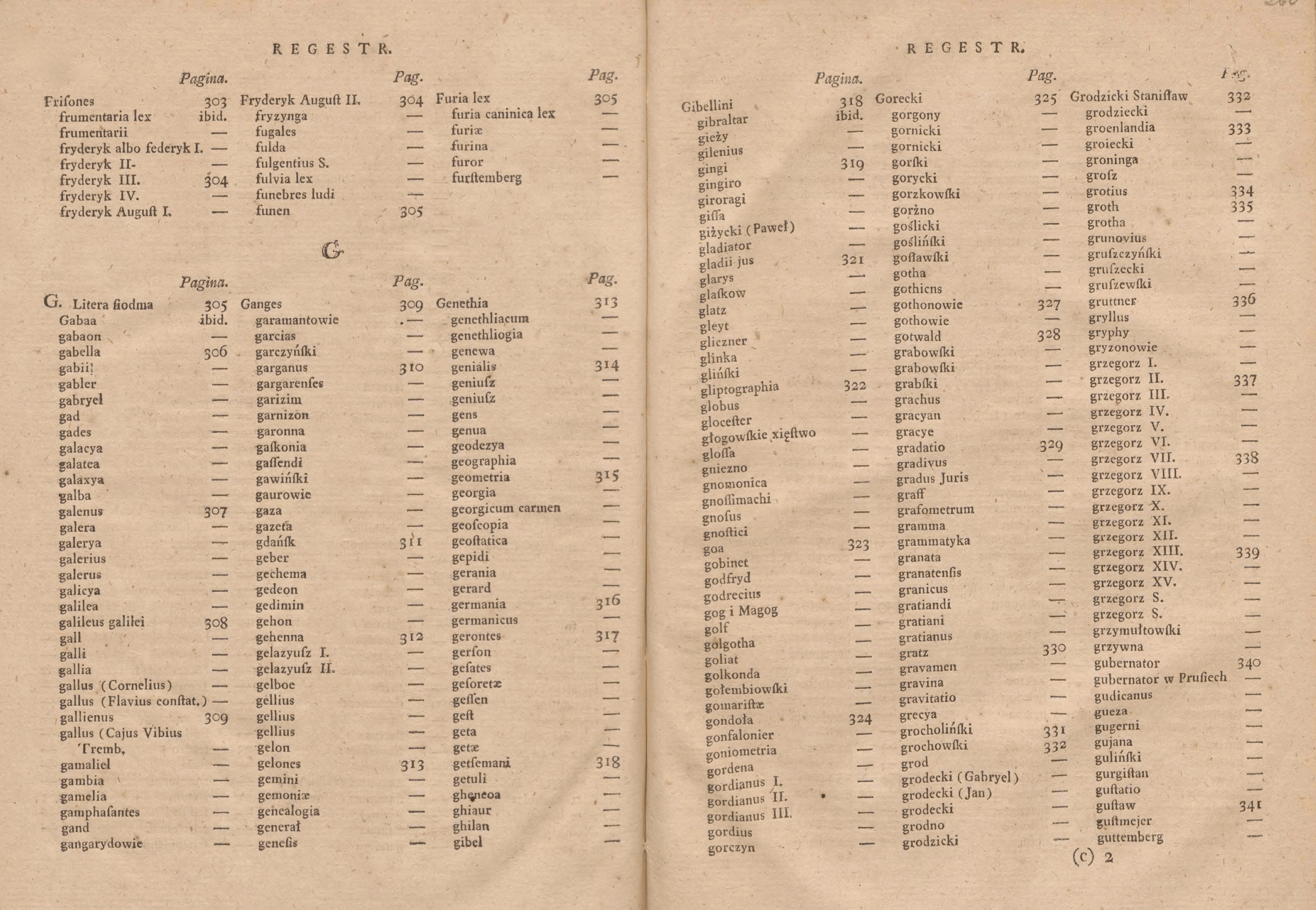
Страницы оглавления «Собрания нужнейших сведений»

## Труды
Составил вторую общедоступную польскую энциклопедию «Собрание нужнейших сведений» в двух томах («Zbiór potrzebniejszych wiadomości», Варшава, 1781—1783); ему же принадлежит большинство её статей.
Автор трактата в стихах «О стихотворстве и стихотворцах» (изд. 1803).